# Speedball (Droge)
Als Speedball (engl. für Geschwindigkeitsball) oder Powerballing (engl. für Energieballung) wird eine Mischung der Drogen Kokain und Heroin bezeichnet.

## Wirkung
Kokain ist ein Stimulans, während Heroin sedierend wirkt. Die zuweilen stark einschläfernde Wirkung des Heroins wird daher durch den aufputschenden Effekt des Kokains zunächst kaschiert. Jedoch lässt die Wirkung des Kokains schneller nach als die des Heroins und es kann zu einer plötzlich eintretenden Bewusstseinstrübung sowie Hypoventilation kommen. Somit ist es möglich, dass eine Heroinüberdosis zunächst von Kokain kaschiert, jedoch nicht antagonisiert wird.
Entgegen der Annahme, Kokain würde die Wirkung des Heroins aufheben oder bremsen, zeigte sich, dass beide Drogen ihre Wirkung zeitgleich entfalten. Daher besitzt der Speedball für den Konsumenten – neben einer möglichen letalen Dosis Heroin – auch die gefährliche bis tödliche Wirkung des Kokains.
Das Gemisch wird üblicherweise intravenös injiziert oder mit einem Schnupfröhrchen nasal konsumiert.
Seit dem bekannten Todesfall von John Belushi im Zusammenhang mit der Mischung wird die Mischung im amerikanischen Slang auch als „Belushi“ bekannt.

## Bekannte Todesopfer
- 1979 starb die Sängerin und Songschreiberin Judee Sill nach einer Überdosis Speedball.
- 1982 starb John Belushi an einem Speedball, den er bei einer exzessiven Drogenparty zu sich nahm.
- 1988 kam Chet Baker, ein bekannter Jazztrompeter, nach der Einnahme durch einen Fenstersturz ums Leben.
- Ende 1988 erlag der Künstler Jean-Michel Basquiat einer Überdosis.
- 1990 starb Brent Mydland (Grateful Dead) an einer Überdosis.[7]
- 1993 kollabierte und starb der Schauspieler River Phoenix, nachdem er einen Speedball konsumiert und dabei versehentlich das Achtfache einer tödlichen Dosis Heroin eingenommen hatte.
- 1996 war Dave Gahan (Depeche Mode) für zwei Minuten klinisch tot, nachdem er sich einen Speedball injiziert hatte.[8]
- 1997 starb Chris Farley beim Speedball-Konsum.
- 2002 erlag Layne Staley (Alice in Chains) einer Speedball-Überdosis.
- 2003 erlag Trevor Goddard einer Überdosis.
- 2014 erlag Philip Seymour Hoffman einer Speedball-Überdosis.[9]